# The New Barbarians
The New Barbarians byla britsko-americká rocková superskupina, kterou v roce 1979 založil kytarista Ronnie Wood. Skupinu dále tvořil kytarista Keith Richards, (The Rolling Stones), klávesista Ian McLagan (The Faces), baskytarista Stanley Clarke (Return to Forever), saxofonista Bobby Keys a bubeník Zigaboo Modeliste (The Metters). Ačkoliv skupina existovala pouze jeden rok, stihla během své krátké existence absolvovat jedno menší koncertní turné po Spojených státech, zúčastnila se také festivalu Knebworth v Anglii po boku Led Zeppelin. Skupina vydala dvě koncertní alba, první v roce 2006 pod názvem Buried Alive: Live in Maryland a druhé v roce 2016 pod názvem The New Barbarians – They Offer Nothing More Than Ear-To-Ear.

## Repertoár
Skupina hrála směs klasického Rock and rollu, R&B, Blues a Country. Repertoár byl soustředěn hlavně kolem sólové tvorby Ronnieho Wooda a jeho desky Gimme Some Neck, skupina však hrála také skladby od autorské dvojice Jagger/Richards ze skupiny Rolling Stones.
- Sweet Little Rock & Roller (Berry)
- Buried Alive (Wood)
- F.U.C. Her (Wood)
- Mystifies Me (Wood)
- Infekshun (Wood)
- Rock Me Baby (Josea/King)
- Sure the One You Need (Jagger/Richards)
- Lost and Lonely (Wood)
- Breathe On Me (Wood)
- Love in Vain (Johnson)
- Let's Go Steady Again (Alexander)
- Apartment Number 9 (Paycheck/Foley/Owen)
- Honky Tonk Women (Jagger/Richards)
- Worried Life Blues (Merriweather)
- I Can Feel the Fire (Wood)
- Come to Realize (Wood)
- Am I Grooving You (Russell/Barry)
- Seven Days (Dylan)
- Before They Make Me Run (Jagger/Richards)
- Jumpin' Jack Flash (Jagger/Richards)

## Koncerty
Skupina absolvovala jedno benefiční vystoupení v Oshawě společně s The Rolling Stones, absolvovala jedno malé koncertní turné po Spojených státech a předskakovala skupině Led Zeppelin na festivalu Knebworth v Anglii.
| Datum           | Město      | Stát               | Místo                                 |
| --------------- | ---------- | ------------------ | ------------------------------------- |
| 22. dubna 1979  | Oshawa     | Kanada             | Civic Auditorium                      |
| 24. dubna 1979  | Ann Arbor  | Spojené státy      | Crisler Arena                         |
| 28. dubna 1979  | Detroit    | Spojené státy      | Cobo Hall                             |
| 29. dubna 1979  | Milwaukee  | Spojené státy      | MECCA Arena                           |
| 2. května 1979  | Pittsburgh | Spojené státy      | Civic Arena                           |
| 3. května 1979  | Cincinnati | Spojené státy      | Riverfront Coliseum                   |
| 5. května 1979  | Landover   | Spojené státy      | Capital Center                        |
| 7. května 1979  | New York   | Spojené státy      | Madison Square Garden                 |
| 8. května 1979  | Richfield  | Spojené státy      | Richfield Coliseum                    |
| 10. května 1979 | Atlanta    | Spojené státy      | Omni                                  |
| 12. května 1979 | Houston    | Spojené státy      | Summit                                |
| 13. května 1979 | Fort Worth | Spojené státy      | Tarrant County Convention Center      |
| 19. května 1979 | Inglewood  | Spojené státy      | The Forum                             |
| 20. května 1979 | Oakland    | Spojené státy      | Oakland-Alameda County Coliseum Arena |
| 11. srpna 1979  | Knebworth  | Spojené království | Knebworth Festival                    |

## Diskografie
- Buried Alive: Live in Maryland – Wooden Records, 2006
- The New Barbarians – They Offer Nothing More Than Ear-To-Ear – MRI Records, 2016 (Limitovaná edice 3 000 kopií)

## Sestava
- Ronnie Wood – kytara, zpěv, harmonika, saxofon, pedal steel
- Keith Richards – kytara, zpěv, klavír
- Ian McLagan – klávesy, doprovodný zpěv
- Stanley Clarke – baskytara, doprovodný zpěv
- Phil Chen – baskytara, doprovodný zpěv
- Bobby Keys – saxofon
- Ziggy Modeliste – bicí